# Schwarzaugen-Bindenspanner
Der Schwarzaugen-Bindenspanner (Cosmorhoe ocellata, Syn.: Cidaria ocellata), auch Augenflecken-Blattspanner genannt, ist ein Schmetterling (Nachtfalter) aus der Familie der Spanner (Geometridae).

## Merkmale

### Falter
Die Flügelspannweite der Falter beträgt 21 bis 29 Millimeter. Die Grundfarbe der Vorderflügel ist cremig weiß bis leuchtend weiß. Wurzel- und Mittelfeld sind schwarzbraun bis blauschwarz gefärbt. Letzteres ist von zwei hellen Querlinien durchzogen. Im Zentrum befindet sich ein tiefschwarzer, gezackter Mittelfleck. In den hellen Bereichen zwischen Wurzel- und Mittelfeld sowie im Saumfeld sind graue oder schwarze Flecke unterschiedlicher Ausprägung zu erkennen. Die Hinterflügel sind weißlich und zeigen einen kleinen schwarzen Mittelfleck.

### Ei
Das Ei hat eine schwefelgelbe Farbe. Die Oberfläche ist mit schwachen Rippen versehen.

### Raupe
Erwachsene Raupen sind bräunlich gefärbt. Auf dem Rücken zeigen sie helle Winkelzeichen, deren Spitzen nach hinten gerichtet sind. Außerdem haben sie helle Seitenstreifen.

### Puppe
Die Puppe ist meist rotbraun und glänzend. Der Kremaster ist kurz abgeplattet und mit vier langen, nach außen gebogenen Enddornen versehen. An den Seiten sowie auf dem Rücken befinden sich feine Borsten.

## Geographische Verbreitung und Vorkommen
Der Schwarzaugen-Bindenspanner ist in West- und Mitteleuropa einschließlich der Britischen Inseln weit verbreitet. Im Osten kommt er bis zu den mittelasiatischen Gebirgen, im Süden bis nach Kleinasien und Kirgisistan vor. In den Alpen ist er noch in einer Höhe von 1500 Metern zu finden. Die Art besiedelt viele verschiedene Lebensräume, dazu zählen Laub- und Mischwälder sowie Heide-, Gebüsch- und Parklandschaften.

## Lebensweise
Die nachtaktiven Falter fliegen in einer ersten Generation von Anfang Mai bis Anfang Juli sowie gebietsweise in einer zweiten von Mitte Juli bis Ende September. Nachts besuchen sie künstliche Lichtquellen. Die Raupen ernähren sich von den Blättern verschiedener Labkrautarten (Galium). Sie überwintern in einem festen Gehäuse an der Erdoberfläche und verpuppen sich darin im Frühjahr.

## Gefährdung
Der Schwarzaugen-Bindenspanner kommt in allen deutschen Bundesländern vor und gilt als nicht gefährdet.